# Mexia, Texas
Mexia este un oraș din comitatul Limestone statul Texas, SUA.

## Date geografice
Orașul se află în estul statului Texas la intersecția șoselei magistrale U.S. Highway 84 cu Highway 14 și 171, la 65 km est de Waco. Localitatea se află la altitudinea de 159 m, ocupă o suprafață de 13,3 km², din care 13,3 km² este uscat. În anul 2000 avea o populație de 6.563 locuitori.

## Istoric
Orașul a fost denumit după familia Mexia, care a întemeiat localitatea în anul 1833. În anul 1871 localitatea este legată de rețeaua de cale ferată, iar în 1872 va fi înființat un oficiu poștal. "Ledger" primul ziar tipărit în Fairfield, va apare în anul 1869.

## Date demografice
Datele recensământului în anul 2000 erau:
- 6.563 loc. cu o densitate de 492,0 loc./km².
- 2.427 gospodării
- 1.660 familii
- 55,90% erau albi
- 31,68% afroamericani
- 0,23% amerindieni
- 0,20% asiatici
- 0,67% alte grupări etnice
- 1,33% metiși și mulatri
- 17,90% latino americani